# Astérix et la Rentrée gauloise
Astérix et la Rentrée gauloise (Brasil: Asterix e a volta às aulas / Portugal: Astérix e o Regresso dos Gauleses) é oficialmente trigésimo-segundo álbum da série de banda desenhada franco-belga Astérix, escrito por René Goscinny e ilustrado por Albert Uderzo.  Ao contrário dos outros álbuns de Astérix é uma compilação de histórias curtas em vez de uma longa história. Cada história tem uma página introdutória dando um pouco de sua história originais. A primeira edição foi publicada em 1993.